# Наведжи II
Наведжи II (*д/н — 1852) — 7-й мвата-ямво (імператор) держави Лунди в 1800—1852 роках.

## Життєпис
Походив з династії Катенг. Його матір'ю була луеджі Дітенда. Посів трон 1800 року, але був ще дитиною. На цей час припадає боротьба між знаттю та всередині династії, внаслідок чого почався розпад імперії Лунда. Активна діяльність Наведжи II починається з 1821 року.
Поставив за мету відродити потугу держави, приборкавши колишніх васалів. Для цього придбав у португальців вогнепальну зброю, завдяки чому завдав супротивникам низки поразок. Під час кампаній активно захоплював рабів, яких продава чи обмінював на зброю тощо. Встановив прямі торгівельні відносини з португальськими торгівцями, що спричинило війну з Касандже, державою-посередником у работоргівлі з португальцями в Анголі. Війна з нею тривала до самої смерті Наведжи II. 
За цим зосередився на розвитку работоргівлі. Коли караван работорговців прибував до резиденції Наведжи II, він відбирав усі привезені ним товари, а в обмін називав села, які віддавав на пограбування. Мешканців таких сіл работорговці захоплювали й виводили на узбережжя Атлантичного океану, де продавали в рабство. В результаті підкорення народів й племен ставало необхідним для збереження обсягів работоргівлі.
Втім ситуація погіршилося, коли внаслідок тиску Великої Британії 1836 року Португалія заборонила работоргівлю в Анголі. Тоді Наведжи II заявив, що це не раби, а засуджені, яких він бажає відправити до Португалії в обмін на гроші або деякі речі. З 1834 року активно став розвивати торгівлю слоновою кісткою. Цим займалися племена чокве, що сплачували за це мвато-ямво данину. Наприкінці 1840-х років дозволив португальському торгівцю Антоніу да Сілва-Порту прокласти свої караванні шляхи через Лунду.
Помер Наведжи II близько 1852 року. Йому спадкував Муладж а Намван.